# جبجات (طاقة)
جبجات هي نيابة تابعه لولاية طاقة، التابعة لمحافظة ظفار في سلطنة عمان. يقدر عدد سكانها بـ 6000 نسمة حسب إحصاء عام 2010 التابع للمركز الوطني للإحصاء والمعلومات الحكومي. رمز المنطقة هو 20210261.
جيلوب تقع في نيابة جبجات وتتميز بمناخها الرائع 

## الوصلات الخارجية
- المركز الوطني للإحصاء والمعلومات، سلطنة عمان